# Iglesia de Nuestra Señora de la Asunción (Adanero)

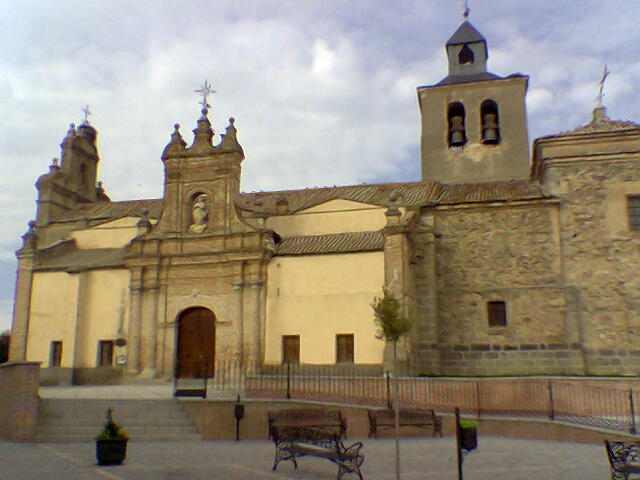
Iglesia de Nuestra Señora de la Asunción.

La iglesia de Nuestra Señora de la Asunción de la localidad de Adanero ( provincia de Ávila, Castilla y León, España) es un templo católico englobado en un conjunto arquitectónico que responde a las reformas llevadas a cabo en el siglo XVI y en los últimos años del siglo XVII de la primitiva iglesia románico-mudéjar del siglo XIII, dedicada al Virgen María (en la advocación de Nuestra Señora de la Asunción).

## Descripción
La iglesia consta de tres naves y crucero barroco, que se comunican a través de un espacio más estrecho, que correspondería a la cabecera o presbiterio de la antigua iglesia donde se conservan dos arcos de medio punto, construidos en ladrillo, estilo románico-mudéjar siglo XIII.
En el siglo XVI se llevan a cabo importantes reformas que suponen una casi renovación total de la iglesia, y que afectarán al cuerpo de las naves y a la torre, enclavada en la cara norte del edificio, y coronada con un vistoso chapitel de influencias herrerianas.
Las obras comenzaron en 1563 y no concluyeron hasta 1584.
Las tres naves en que se divide la iglesia se separan mediante grandiosos arcos que, sostenidos por sendas columnas, soportan todo el peso de la edificación.
Estos arcos aparecen decorados por rosetas de cinco pétalos policromados en rojo y blanco, que resaltan en medio de la austeridad del conjunto, y constituyen su único elemento decorativo.
Esta parte de la iglesia se cubre con artesonado que en la parte central lleva una original decoración renacentista, con estilizados dibujos sobre artísticos jarrones, y profusión de temas vegetales.
A los pies de la nave central se prolonga el cuerpo del baptisterio, en cuyo centro se ubica la magnífica pila bautismal de granito.
Se cubre con bóveda con adornos barrocos.
Este espacio, de planta cuadrada, se corresponde con lo que fuera la base de la torre de la primitiva iglesia del siglo XIII, y al exterior se puede observar un arco apuntado, que correspondería con la primitiva entrada a la iglesia.
Todo el conjunto culmina con una vistosa espadaña herreriana, con un pequeño arco de campana en el centro y con las clásicas bolas escurialenses, que rematan sus sencillos adornos.
En los últimos años del siglo XVII se llevan a cabo obras en la zona del crucero, que vendrían a suponer la pérdida del ábside románico-mudéjar del siglo XIII.
El interior de todo el conjunto que forma la actual capilla mayor nos muestra una sencilla decoración en las paredes, con bóvedas con estucos de notable relieve. Corona el crucero abovedado una preciosa cúpula adornada por figuras geométricas en perfecta simetría, apareciendo en sus cuatro pechinas sendos angelitos que sostienen los cuatro escudos de la Casa Condal, decorados en vistosa policromía, al igual que las coronas que los circundan.
En 1794 se construye, inspirada en la espadaña herreriana, la fachada actual de la iglesia. Repite el mismo esquema y utiliza idéntica decoración al rematar los adornos con las clásicas bolas de granito perfectamente labradas.